# Progress Lake
Progress Lake är en sjö i Antarktis. Den ligger i Östantarktis. Australien gör anspråk på området. Progress Lake ligger 58 meter över havet. Den ligger vid sjön Sibthorpe.
I övrigt finns följande vid Progress Lake:
- The Wall (en bergstopp)